# Чивикская гробница

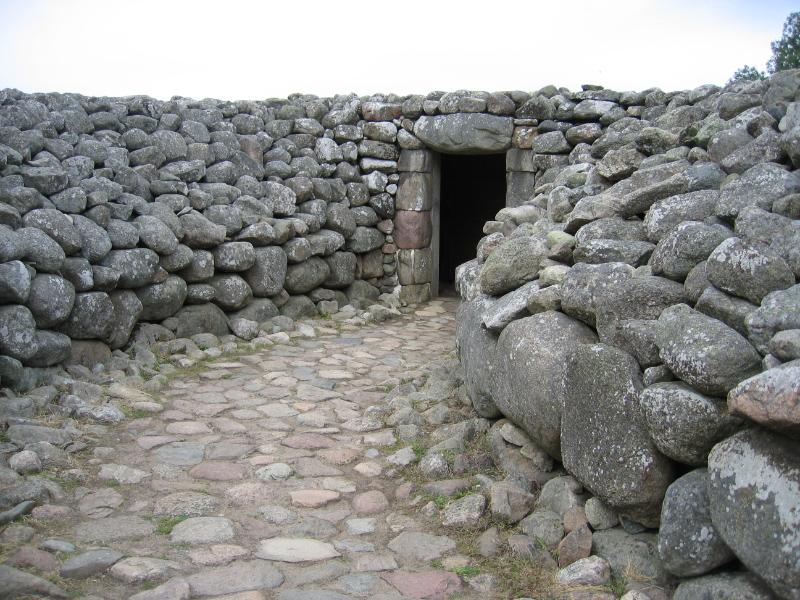
Вход в Чивикскую гробницу

Гробница короля из Чивика обнаружена у города Чивик на юго-востоке шведской провинции Сконе (55°41′ с. ш. 14°14′ в. д.) в 320 метрах от восточного побережья. В гробнице обнаружены два захоронения, которые датируются около 1000 г. до н. э. Гробницы подобного типа были распространены в Скандинавии бронзового века и традиционно именуются рёсе.
Длительное время гробницу использовали как каменоломню и уносили оттуда камни для использования в строительстве. В 1748 г. два крестьянина обнаружили здесь захоронение, после чего началось изучение памятника.
Как по конструктивным особенностям, так и по размеру гробница отличается от большинства европейских гробниц бронзового века. На саркофагах обнаружены петроглифы, изображающие людей, животных (в том числе птиц и рыб), корабли, игра на луре (духовой музыкальный инструмент), различные абстрактные символы, а также колесница с упряжкой из двух лошадей и колёсами с 4 спицами.
В настоящее время гробница открыта для посетителей.

## Галерея

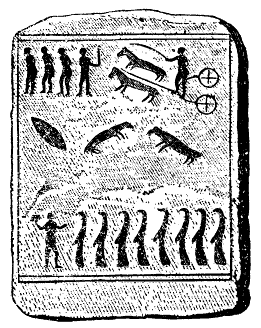
Зарисовка одной из плит гробницы.
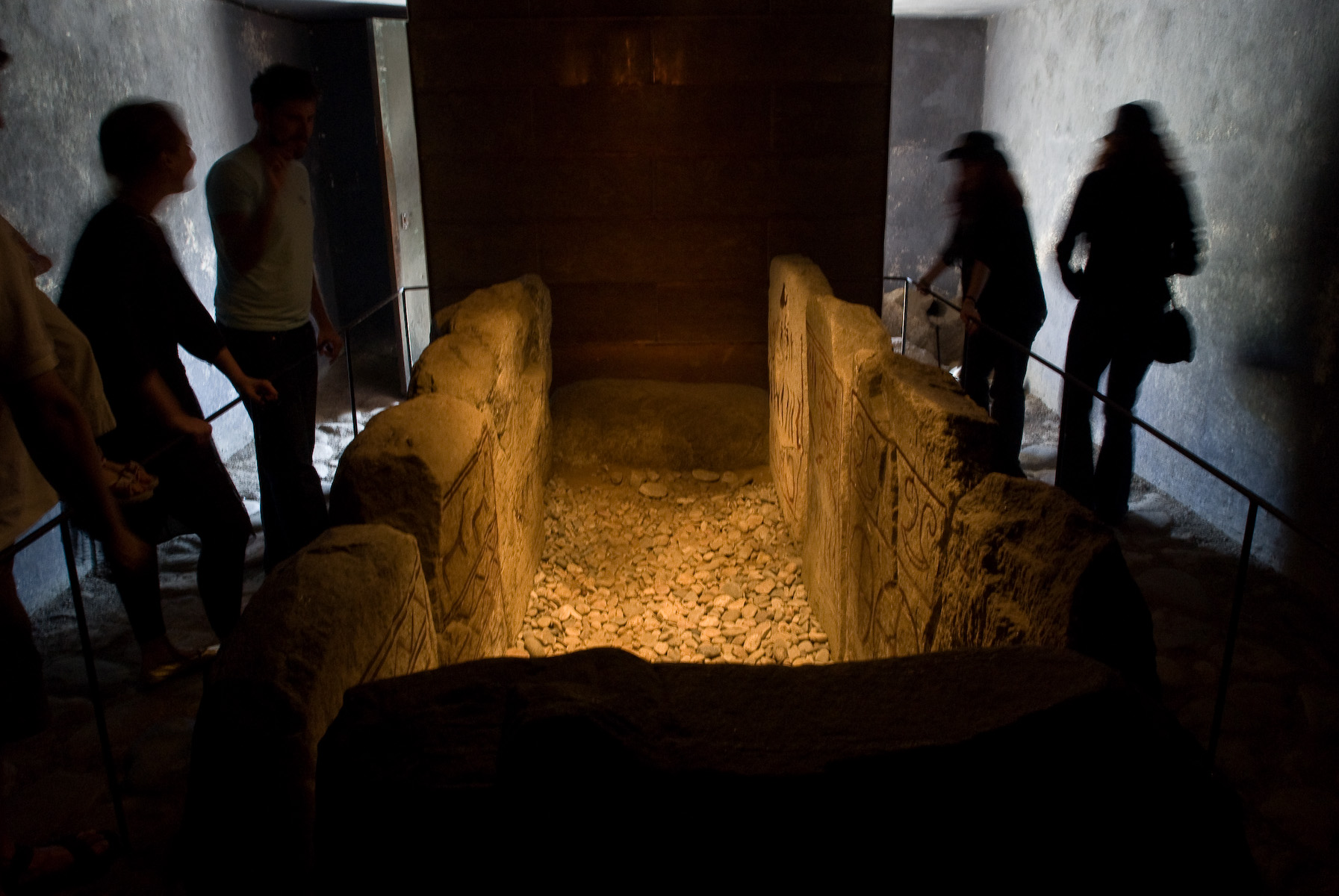
Вид гробницы изнутри.
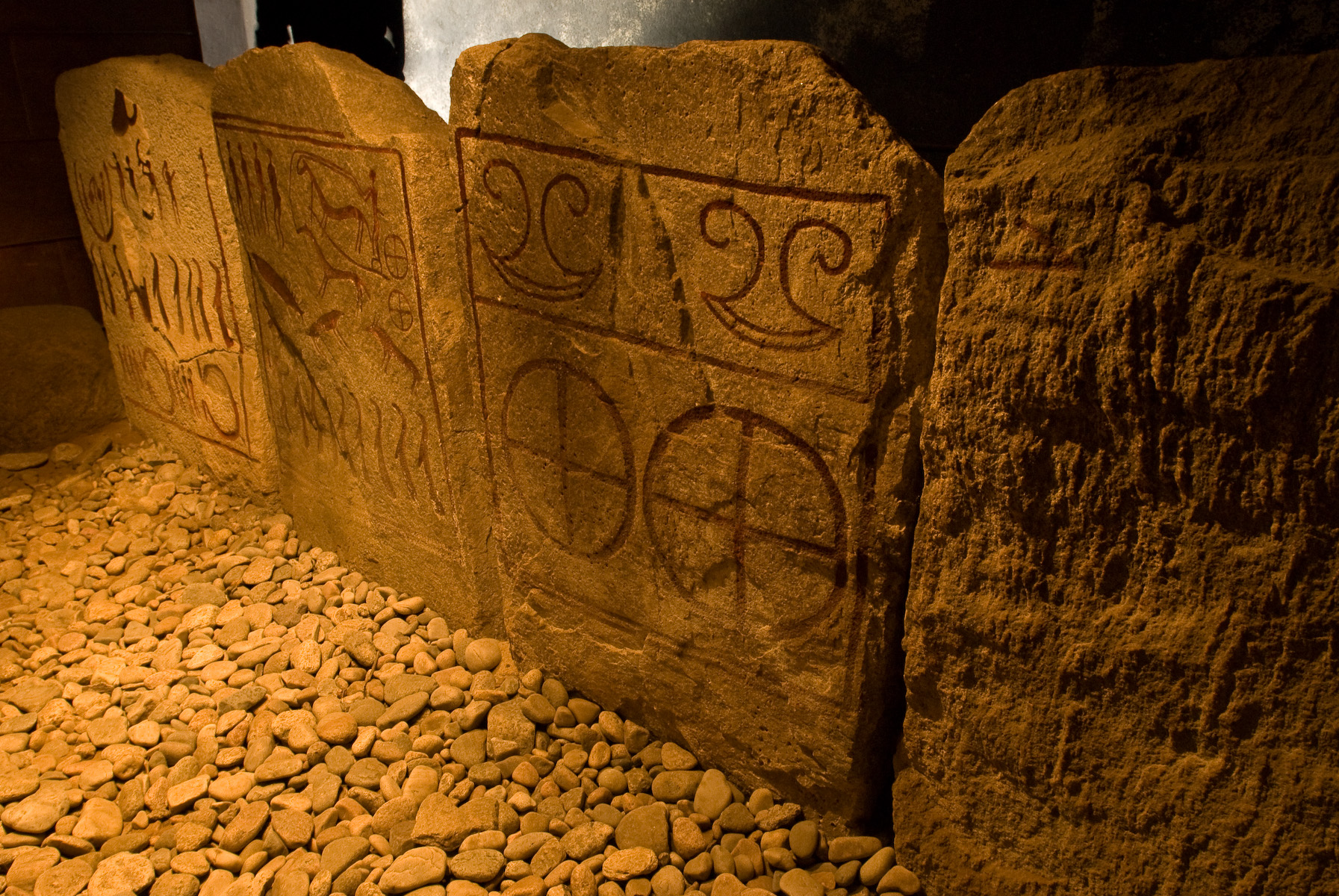
Облицовка гробницы.
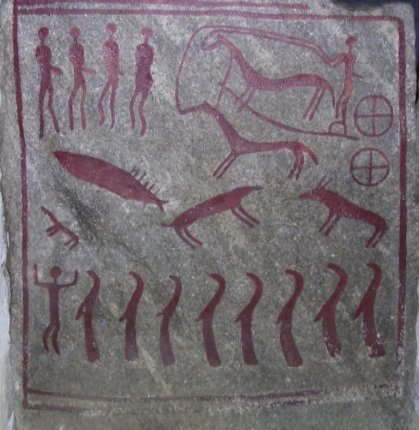
На одной из 10 плит гробницы изображена колесница с лошадью, люди в длинной одежде и несколько животных.
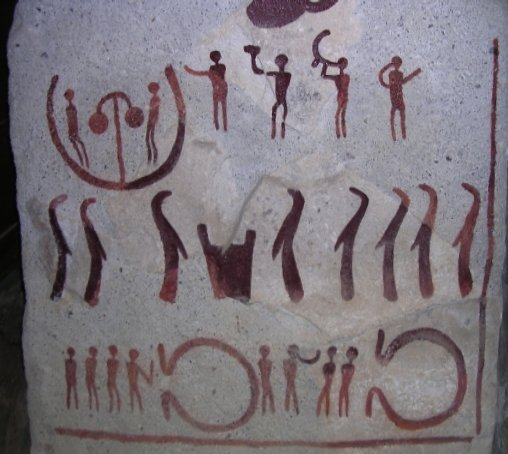
Рисунок на одной из плит.